# Sydsvenskan
O Sydsvenskan ( PRONÚNCIA) é um jornal diário da cidade sueca de Malmö, na província histórica de Escânia, no Sul da Suécia.

Tem formato tabloide, e circula sobretudo na Escânia.
Foi fundado em 1870, e teve o nome Sydsvenska Dagbladet Snällposten até 2004.
Tem uma tiragem à volta de 86 100 exemplares (2023).
Tem uma linha política liberal independente.